# Чамараджа Водеяр I
Чамараджа Водеяр (1409—1459) — махараджа Майсура (1423—1459).

## Биография
Был старшим сыном первого махараджи Майсура Ядураи , происходившего из рода Водеяров. Родился в 1408 году и наследовал своему отцу в 1423 году после его смерти во время политического кризиса.
Во время правления он расширил княжество Майсур, присоединяя к государству города и соседние деревни. Его правление характеризовалось успешным процветанием княжества и окончилось в 1459 году с его смертью, ему наследовал сын Тиммараджа Водеяр.